# Émile Gontier
Émile Gontier (Argenteuil, 14 novembre 1877 – 1947) è stato un astista e discobolo francese.
Partecipò alle Olimpiadi 1900 di Parigi nelle gare di salto con l'asta e lancio del disco. Nel salto con l'asta ottenne il quarto posto saltando 3,10 m.